# 村上龍男
村上 龍男（むらかみ たつお、1939年〈昭和14年〉11月26日 - ）は、鶴岡市立加茂水族館名誉館長、エッセイスト。

## 来歴・人物
東京府東京市渋谷区原宿生まれ。山形県東田川郡羽黒町（現・鶴岡市）育ち。羽黒山の麓で代々医者をしていた家系に生まれ育つ。父も医師だったが、軍医としてレイテ島に出征する船の中で戦死した。
基督教独立学園高等学校を経て、山形大学農学部（阿部襄に学ぶ）を卒業。佐藤商事勤務を経て、加茂水族館の飼育主任として採用される。
27歳で館長に就任。代表権を持たされて1億円以上の負債を個人で背負い、家屋敷が担保になるなど、紆余曲折を経ながらも、館員総員でクラゲの飼育方法を確立。展示種類数でギネス認定されたほか、日本動物園水族館協会の「古賀賞」受賞へと導いた。
同館と苦楽を共にしてきたが、2015年（平成27年）3月末で勇退。シニアアドバイザーに就いた。また4月からは、乞われて加茂水産高校講師に就任し、水族館学概論を担当する。
2019年（平成31年）1月、市から水族館名誉館長を委嘱される。

## 略歴
- 1939年 生れる。
- 1958年 基督教独立学園高等学校を卒業し、山形大学農学部へ進む。
- 1963年 同大学を卒業し、佐藤商事に入社する。
- 1966年 加茂水族館（現・鶴岡市立加茂水族館）に勤務する。
- 1967年 水族館の館長に就任する。
- 1984年 「山形の魚類たち」を出版する。
- 1997年 「思い出語り雑魚しめ」を出版する。
- 2006年 「庄内の磯釣り - 思い出語り」を出版する。
- 2006年 「山形加茂海岸のクラゲ」を出版する。
- 2009年 鶴岡市市政功労者表彰授賞。
- 2010年 地域づくり総務大臣表彰授賞。
- 2015年 水族館館長を退任。シニアアドバイザーに就任。
- 2019年 市から水族館名誉館長を委嘱。
- 2023年 吉川英治文化賞受賞。

## 著書
- 『山形の魚類たち』 東北出版企画、1984年。
- 『思い出語り雑魚しめ』 東北出版企画、1997年。 ISBN 4-924611-90-5
- 『庄内の磯釣り - 思い出語り』 東北出版企画、 2006年。ISBN 4-88761-032-7
- 『山形加茂海岸のクラゲ』 東北出版企画、 2008年。 ISBN 978-4-88761-047-7
- 『クラゲ館長最後の釣り語り』 東北出版企画、 2009年。 ISBN 978-4-88761-054-5
- 『無法、掟破りと言われた男の一代記―加茂水族館ものがたり』JA印刷山形、2014年。ISBN 978-4990698621

### 共著
- 村上龍男、下村脩 『クラゲ 世にも美しい浮遊生活』 PHP新書、2014年。ISBN  978-4569818849